# Сінченко Віктор Миколайович
Віктор Миколайович Сінченко (нар. 27 червня 1949, с. Любомирка, Кіровоградська область) — колишній народний депутат України VI скликання.

## Освіта
Українська сільськогосподарська академія, агрономічний факультет (1971–1976), спеціальність «Агрономія». Київський інститут банкірів АК АПБ «Україна» (1994–1998), спеціальність «Фінанси і кредит».
Кандидат сільськогосподарських наук (1999). Кандидатська дисертація «Удосконалення технології передпосівного та післяпосівного періоду вирощування цукрових буряків в умовах правобережного лісостепу України».
Автор (співавтор) близько 20 наукових праць, зокрема співавтор книги «Ланка на оренді» (1992).
У 2010 році обраний почесним членом Національної академії аграрних наук України Відділення землеробства, меліорації і механізації.

## Трудова діяльність
Працював: агроном сівозміни колгоспу «Перемога» села Бурти; головним агроном, головою правління колгоспу, начальником районного управління сільського господарства, головою правління агрофірми.

## Політична діяльність
Протягом 1996–2008 рр. — голова регіональної партійної організації Народної партії. Депутат Кагарлицької районної (1990—1998) та Київської обласної (1998–2008) рад.
Працював також помічником-консультантом народного депутата України, на посаді Голови Київської регіональної організації Народної Партії.
26 жовтня 1996 — 7 березня 2005 — голова Кагарлицької райдержадміністрації Київської області.
У 2008 р. набуває повноважень народного депутата України по багатомандатному загальнодержавному округу (№ 23 у списку). Член депутатської фракції «Народна партія», заступник голови Комітету Верховної Ради з питань державного будівництва та місцевого самоврядування.
Працюючи в парламенті, став автором та співавтором низки проєктів законів та постанов Верховної Ради України, поправок до законопроєктів.

## Нагороди
Нагороджений орденами князя Ярослава Мудрого V (1999) та IV ступенів (2004), Святого рівноапостольного князя Володимира І ступеня (1998), медалями «За трудову доблесть» (1984), «До 1500-річчя м. Києва» (1984), Почесною Грамотою Верховної Ради України (2004). Заслужений працівник сільського господарства України (1995).